# Saint-Pons-la-Calm
Saint-Pons-la-Calm – miejscowość i gmina we Francji, w regionie Oksytania, w departamencie Gard. Nazwa miejscowości pochodzi od imienia św. Poncjusza z Cimiez.
Według danych na rok 1990 gminę zamieszkiwało 391 osób, a gęstość zaludnienia wynosiła 61 osób/km² (wśród 1545 gmin Langwedocji-Roussillon Saint-Pons-la-Calm plasuje się na 571. miejscu pod względem liczby ludności, natomiast pod względem powierzchni na miejscu 938.).